# Лейк-Форест (Иллинойс)
Лейк-Форест (англ. Lake Forest) — город в округе Лейк, Иллинойс, США. Располагается на озере Мичиган. Пригород Чикаго.

## История

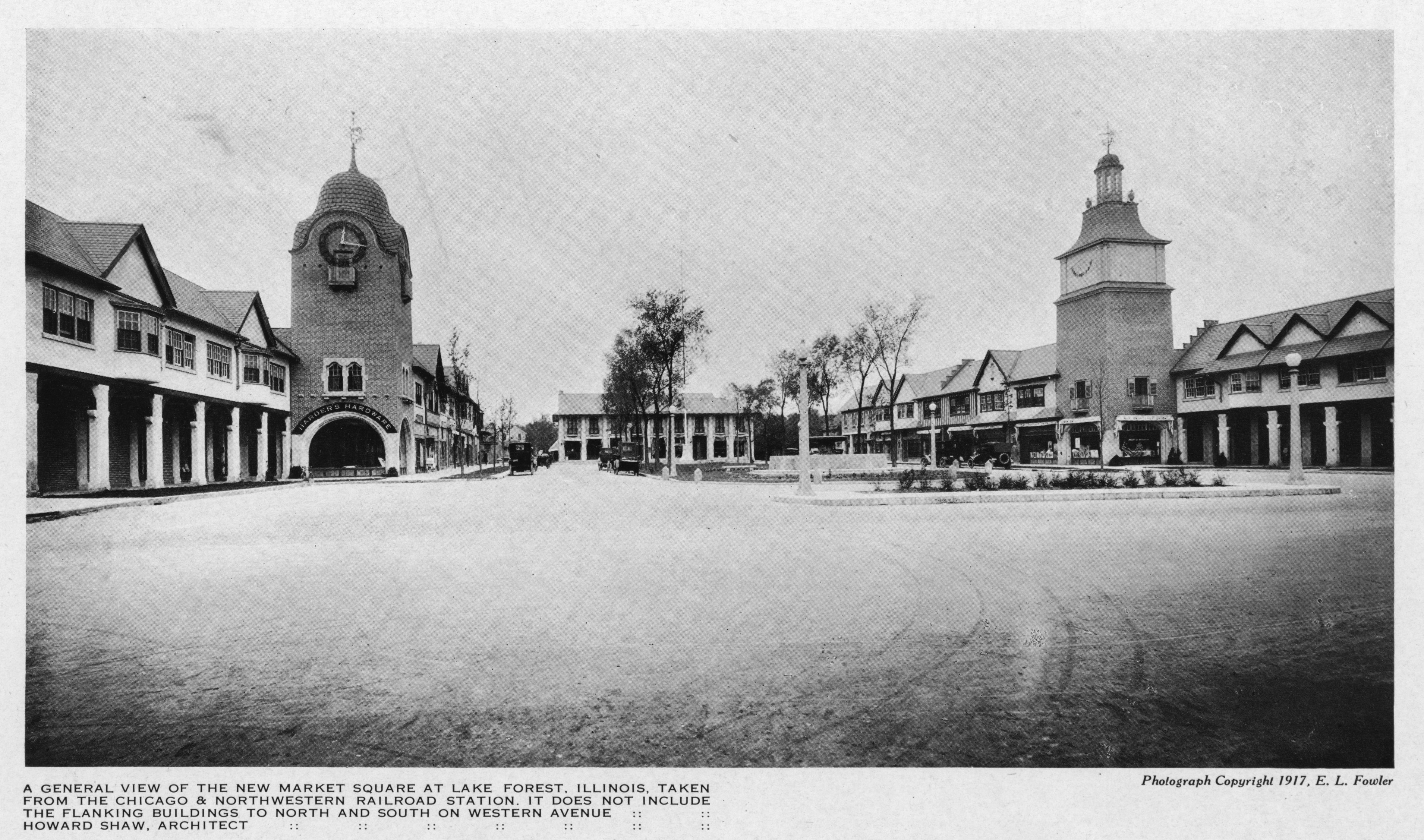
Лейк-Форест в 1917 году

Первые поселения белых американцев на территории будущего города возникли в 1834 году и были связаны с сельским хозяйством. В 1855 году появилась связь с Чикаго посредством железной дороги, в том же году возник топоним — Лейк-Форест.
Город был заложен пресвитерианами в 1857 году. План для него разработал ландшафтный архитектор Хотчкисс.
Статус города Лейк-Форест получил в 1861 году, стал уважаем в среде богатых чикагцев.
В годы, предшествующие Великой депрессии, город активно развивался. В 1920-е годы население существенно выросло (с 3600 до 6500 человек). Саму же Великую депрессию город перенёс легче, чем остальная страна.
Во время Второй мировой войны в рядах Вооружённых сил США служило 1200 человек из Лейк-Фореста. Также в составе ВС США было 800 выпускников колледжа Лейк-Форест.

В послевоенные годы преобладающим видом жилья стало ранчо. Лейк-Форест становился центром занятости (в деловом районе города с 1974 по 1999 год количество офисных площадей возросло на 286 %; занятость в частном секторе увеличилась на 203 % с 1978 по 1998 год).

## Население
| Население по годам | Население по годам | Население по годам | Население по годам | Население по годам | Население по годам |
| 1880               | 1890               | 1900               | 1930               | 1950               | 1955               |
| ------------------ | ------------------ | ------------------ | ------------------ | ------------------ | ------------------ |
| 877                | ↗1203              | ↗2215              | ↗6554              | ↗7819              | ↗8963              |
| 1960               | 1990               | 2000               | 2010               | 2022               |                    |
| ↗10 658            | ↗17 836            | ↗20 059            | ↘19 375            | ↘19 367            |                    |

| Языки жителей Лейк-Фореста | Языки жителей Лейк-Фореста | Языки жителей Лейк-Фореста | Языки жителей Лейк-Фореста | Языки жителей Лейк-Фореста |
| -------------------------- | -------------------------- | -------------------------- | -------------------------- | -------------------------- |
| английский                 |                            |                            | 87,0 %                     |                            |
| испанский                  |                            |                            | 3,7 %                      |                            |
| языки Индии                |                            |                            | 1,9 %                      |                            |
| китайский                  |                            |                            | 1,9 %                      |                            |
| корейский                  |                            |                            | 1,0 %                      |                            |

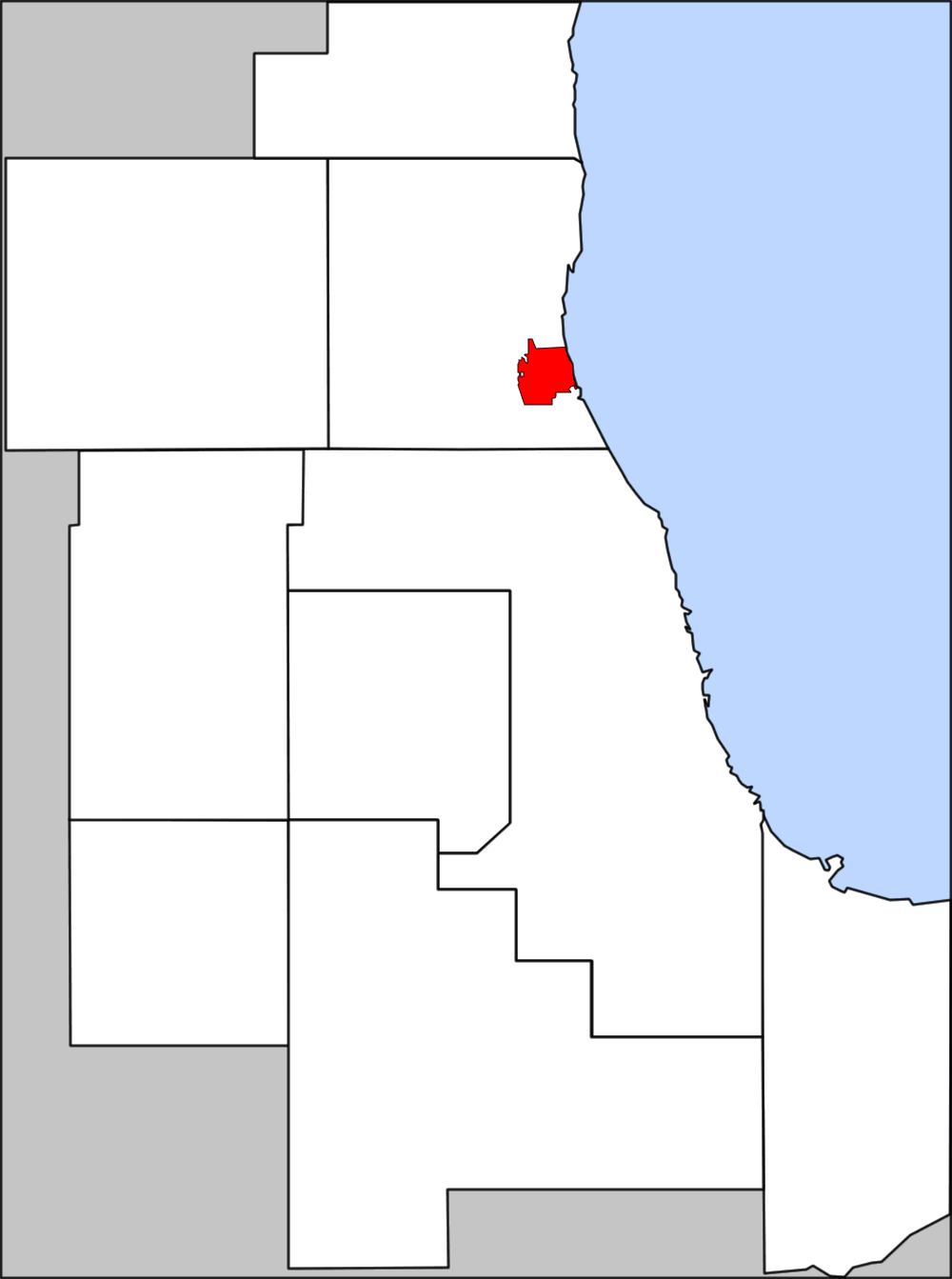
Местоположение Лейк-Фореста в Чикаголенде

Возрастной состав: старше 65 лет — 24,3 %, 35—54 — 20,9 %, 5—17 — 15,6 %, 18—24 — 13,5 %, 55—64 — 13,1 %, 25—34 — 8,1 %, до 5 — 4,5 %.

Доход на душу населения — $ 104 341 (тот же показатель по США — $ 41 261). Средний доход домохозяйства — $ 202 153 (по США — $ 75 149).

Уровень образования взрослого населения: учатся в колледже — 9,4 %, окончили учреждение среднего образования — 98,8 %, окончили колледж — 80,3 %.

## Образование

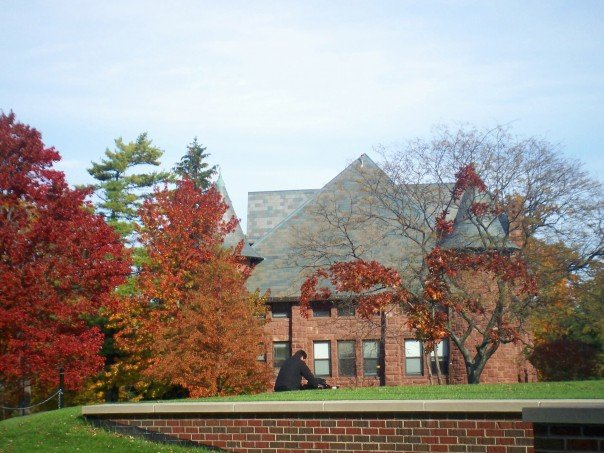
Колледж Лейк-Форест

В городе располагается колледж Лейк-Форест, основанный пресвитерианскими священниками одновременно с городом, в 1857 году (изначально как семинария). По мере развития учебного заведения в нём всё больше внимания уделялось свободным искусствам, и в настоящее время колледж делает упор на их изучение.
Присутствуют и другие учебные заведения разных уровней.

## Известные уроженцы
- Пит Уилсон (род. 1933) — американский политик, мэр Сан-Диего (1971—1983), сенатор США от штата Калифорния (1983—1991), 36-й губернатор штата Калифорния (1991—1999).
- Карл Патерсон Шмидт (1890—1957) — американский учёный, автор зоологических таксонов, один из самых выдающихся герпетологов XX века.
- Ростислав Ростиславович Романов (род. 1985) — британский художник и дизайнер, президент Объединения членов рода Романовых.
- Макки Салливан (род. 1988) — американская топ-модель, победительница 11 сезона шоу «Топ-модель по-американски».
- Мэттью Гриверс (род. 1985) — американский пловец, четырёхкратный олимпийский чемпион, многократный чемпион мира.